# Масорка
«Масо́рка» (исп. Mazorca — кукурузный початок) — террористическая организация, существовавшая в Аргентинской конфедерации в период правления Хуана Мануэля Росаса; боевое крыло «Народного общества Реставрации». Путём террора пыталось восстановить порядки, сходные с дореволюционными. Лидером общества являлся Хулиан Гонсалес «Саломон».

## Предыстория
Острая внутриполитическая борьба между группами различной политической направленности стала характерной для молодого государства. Светские гуманисты вроде Бернардино Ривадавиа пытались превратить страну в либеральное государство европейского типа. В то же время, в провинциальной глубинке властвовали местные консервативные вожди — каудильо, которых существовавший порядок устраивал. Война с Бразилией, сепаратизм провинций привели к отставке Ривадавии.
Пришедший к власти каудильо Росас, лидер федералистов, начал постепенно приобретать неограниченную диктаторскую власть. Его сторонники выступали под лозунгами «Да здравствует реставрация! Да здравствует религия!». Противников федералистов преследовали и запугивали.

«Террор уже витал в воздухе, и, хотя гром ещё не грянул, все видели зловещую чёрную тучу, которая через два дня заволокла небо»— Доминго Фаустино Сармьенто
13 апреля 1835 года, после состоявшегося «плебисцита», власть оказалась полностью в руках Росаса. Наступил один из самых мрачных периодов аргентинской истории, а с ним началось и физическое уничтожение противников каудильо.

## «Больше виселиц!»

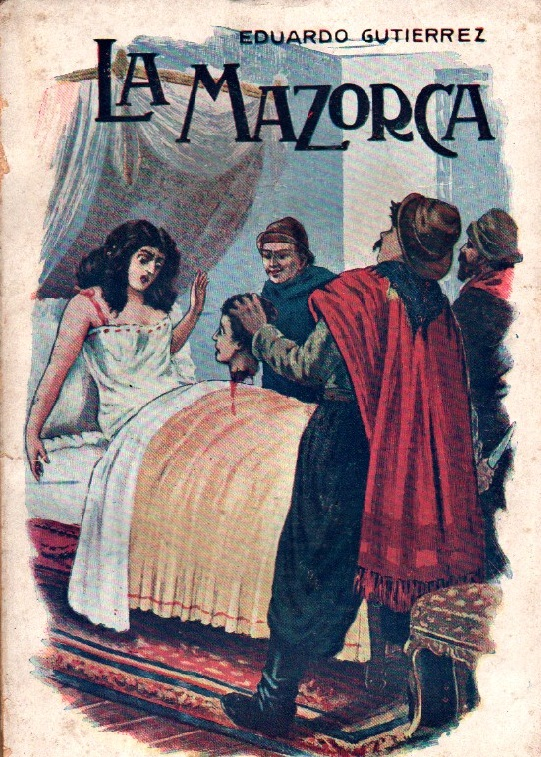
Иллюстрация к произведению об эпохе Росаса

Супругой Росаса — Энкарнасьон Эскурра, совместно с крупными столичными помещиками, ещё в 1833 году было образовано «Общество Реставрации». Первоначальные цели организации были несколько иные. С приходом к власти Росаса, группа существенно радикализировалась. Общество вооружалось и контролировалось Росасом. Её символом стал кукурузный початок (исп. Mazorca) — символ единства группы, что дало второе название организации. В народе она была известна как «Мас оркас» (исп. Más horcas — больше виселиц). Под лозунгами «Смерть унитариям!» и «Федерация или Смерть!» «масорке́рос» приступили к систематичному уничтожению унитариев и сочувствующих им лиц. Донос и слежка стали обычным явлением. Появление так называемого «учёта мнений» ещё более усугубило ситуацию. Список составлялся на всех жителей страны по соответствующим рубрикам: унитарий, индифферентный, федералист или «чистый федералист». Члены «масорки», используя эти списки, расправлялись с неугодными. Сармьенто сравнивал систему «учёта мнений» с испанской инквизицией.
В период с 1839 по 1843 годы было уничтожено свыше 20 тысяч противников Росаса. Тысячи людей содержались в тюрьмах или эмигрировали. Казни, в «воспитательных» целях, проводились публично. Население держалось в постоянном страхе. Вооружённый человек в красном пончо внушал ужас.

## Конец
Внешнеполитические проблемы, борьба народа с режимом под лозунгом «Ни унитариев, ни федералистов!» привели к ослаблению власти диктатора. 1 июня 1846 года Росас расформировал «Народное общество Реставрации», ставшее одним из символов периода его правления, а в 1852 году после поражения в битве при Касеросе часть активистов «масорки» была арестована.
Активисты «Общества Реставрации», в том числе её оперативный руководитель — Кирьяко Куитиньо (исп. Ciriaco Cuitiño), были казнены или посажены в тюрьмы.

## Интересные факты
- Один из лидеров «масорки» Леандро Антонио Ален[исп.] был отцом основателя одной из первых демократических партий Аргентины — ГРС, Леандро Алема (из-за нежелания ассоциирования с отцом, последний сменил одну букву в фамилии)[12][13][14], и двоюродным дедом аргентинского президента Иполито Иригойена.
- У возникшего спустя 140 лет «Аргентинского антикоммунистического альянса» (ААА) прослеживаются черты, сходные с «Народным обществом Реставрации» (Масорка). В обоих случаях важную роль в создании сыграли супруги лидеров государств (Энкарнасьон Эскурра и Исабель Перон).

## В культуре и искусстве
- Новелла Эстебана Эчеверриа — «Бойня»[исп.] (El Matadero) 1838
- Произведение Гюстава Эмара — «Масорка» (La Mas-Horca) 1867

- Произведение Хорхе Луиса Борхеса — «Педро Сальвадорес» (Pedro Salvadores) 1969